# Венґельштин
Венґельштин (пол. Węgielsztyn, нім. Engelstein) — село в Польщі, у гміні Венґожево Венґожевського повіту Вармінсько-Мазурського воєводства.
Населення — 361 особа (2011).
У 1975-1998 роках село належало до Сувальського воєводства.

## Демографія
Демографічна структура станом на 31 березня 2011 року:
|          | Загалом | Допрацездатний вік | Працездатний вік | Постпрацездатний вік |
| -------- | ------- | ------------------ | ---------------- | -------------------- |
| Чоловіки | 172     | 33                 | 128              | 11                   |
| Жінки    | 189     | 36                 | 117              | 36                   |
| Разом    | 361     | 69                 | 245              | 47                   |